# Tetragnatha irridescens
Tetragnatha irridescens là một loài nhện trong họ Tetragnathidae.
Loài này thuộc chi Tetragnatha. Tetragnatha irridescens được miêu tả năm 1869 bởi Stoliczka.